# Tuberculum minus humeri
Tuberculum minus humeri är en av de två tuberkler som sitter lateralt intill överarmsbenets (humerus) huvud (caput humeri). Den andra heter tuberculum majus humeri.
På tuberculum minus har en av rotatorkuffens fyra muskler sitt fäste: M. subscapularis.